# Suaeda linearis
Suaeda linearis är en amarantväxtart som först beskrevs av Stephen Elliott, och fick sitt nu gällande namn av Horace Bénédict Alfred Moquin-Tandon. Suaeda linearis ingår i släktet saltörter, och familjen amarantväxter. Inga underarter finns listade i Catalogue of Life.